# Auliscomys pictus
El pericote orejudo pintado (Auliscomys pictus) es una especie de roedor del género Auliscomys de la familia Cricetidae. Habita en estepas altiplánicas del centro-oeste de Sudamérica.

## Taxonomía
Esta especie fue descrita originalmente en el año 1884 por el zoólogo británico Oldfield Thomas, bajo el nombre científico de Reithrodon pictus. En el año 1915 el zoólogo estadounidense Wilfred Hudson Osgood creó Auliscomys, al cual transfirió esta especie, declarándola el taxón tipo de su nuevo género.
Localidad tipo
La localidad tipo referida es: “Junín (4176 msnm), departamento de Junín, Perú”.

## Distribución geográfica
Se distribuye en el altiplano andino, en altitudes entre 3400 y 4900 m s. n. m. desde el centro del Perú (departamento de Áncash) hasta el oeste de Bolivia (departamento de La Paz).

## Conservación
Según la organización internacional dedicada a la conservación de los recursos naturales Unión Internacional para la Conservación de la Naturaleza (IUCN), al no poseer mayores peligros y vivir en algunas áreas protegidas, la clasificó como una especie bajo “preocupación menor” en su obra: Lista Roja de Especies Amenazadas.